# Lithops coleorum
Lithops coleorum (укр. літопс Коулів) — вид суперсукулентних багаторічних рослин, що належить до родини аїзових (Aizoaceae) або мезембріантемових (Mesembryanthemaceae).

## Історія
Вид був названий на честь подружжя Десмонда Торна та Норін Коулів за їх величезний вклад у дослідження і накопичення знань про літопси. Вперше описаний у 1994 році Стівеном Хаммером (англ. Steven A. Hammer) і Рональдом Юїсом (англ. Ronald Uijs) в журналі Південноафриканського товариства любителів алое і сукулентів (англ. The South African Aloe and Succulent Society) «Aloe».

## Біологічний опис
Рослина невелика, зазвичай утворює кущик з 2—3, іноді до 6 голів. Зверху пара листків має овальну форму, у профіль — дуже випуклі, гла́дкі, без горбків, злегка блискучі, від палевого до рожево-сірого або оранжево-горіхового кольору. Віконце або чітко видно, або утворює складну групу з чисельних міні-віконець, що вишиковуються у вигляді лінії або кільця. Квітки маленькі з невпорядкованими пелюстками тьмяно-жовтого кольору з вузькою, малопомітною, поздовжньою білою смужкою, що з'являється ранньою осінню. Плоди 5—6 камерні. У природних умовах вони визрівають у щілині і майже непомітні, в культурі підносяться над нею на подовженій плодоніжці.

## Поширення і екологія
Ендемічна рослина Південно-Африканської Республіки. Ареал дуже локалізований перебуває на північно-східній межі поширення літопсів і займає територію неподалік від Лепхалалеа в провінції Лімпопо — майже на кордоні із Зімбабве і Ботсваною на березі річки Лімпопо. За наявними наразі даними популяція цього виду являє собою моноколонію, хоча ця територія ще недостатньо вивчена. Росте у співдружності з Avonia rhodesica. Тут випадає досить багато опадів — до 900 мм на рік.

## Споріднені і сусідні види
Lithops coleorum мешкають неподалік від північно-східного кордону ареалу Lithops lesliei, однак не мають ніяких контактів з цим видом. Є близькими за структурою плодів та морфологічними ознаками з Lithops pseudotruncatella і Lithops localis (Lithops terricolor), хоча географічно розташовані далеко від цих видів.

## Культивування
Це порівняно легкий вид для вирощування в культурі, що швидко утворює кущик з багатьох голівок. У пухкому ґрунті може набути шароподібну форму, хоча вона не є типовою для вигляду цього виду в природних умовах, де вони мешкають у твердому ґрунті.